# Lepidium africanum
Lepidium africanum (укр. хріниця африканська) — вид рослин з роду хріниця (Lepidium) родини капустяних (Brassicaceae).

## Місцеві назви
англ. African pepperwort, birdseed, Cape peppercress, common pepper-cress, common peppercress, field cress, pepper cress, peppercress, peppergrass, pepperweed, pepperwort, rubble peppercress, tongue grass.

## Морфологія

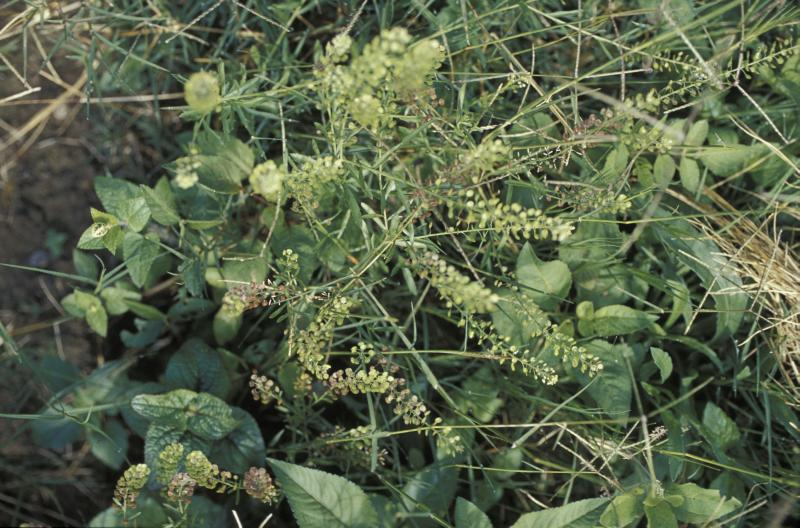
Lepidium africanum

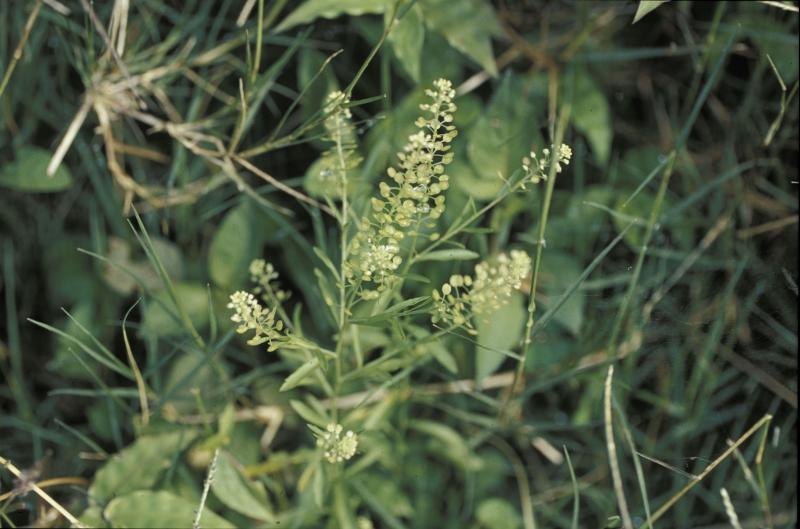
Lepidium africanum

Однорічні або багаторічні трав'янисті рослини до 70 см заввишки.
Прикореневі листки завдовжки 2-8 см, іноді перисті з лінійними частками, переважно оберненоланцетні, зубчасті. Стеблові листки ланцетні, гострі, зубчасті, іноді розсіяно війчасті.
Суцвіття щільне, переходить у китицю. Чашолистки до 0,8 мм завдовжки. Пелюстки коротше чашолистків. Тичинок зазвичай 2. Квітконіжка сплющена, нещільно волохата зверху, вигнута. Плід — стручечок від яйцеподібної до оберненояйцеподібної форми, 2–3 мм завдовжки, 1,5–2 мм завширшки, крила невеликі у верхній половині, утворюють неглибокі борозенки.

## Поширення

### Природний ареал
- Африка
  - Східна Субсахарська Африка: Кенія; Уганда
  - Північносхідна Тропічна Африка: Еритрея; Ефіопія; Судан
  - Південна Африка: Лесото; Намібія; Південно-Африканська Республіка — Східно-Капська провінція, Вільна держава, Ґаутенг, Квазулу-Наталь, Лімпопо, Мпумаланга, Північно-Західна провінція, Північна Капська провінція, Західна Капська провінція; Свазіленд; Мадагаскар
  - Західно-Центральна Тропічна Африка: Заїр

### Ареалнатуралізації
- Африка
  - Західна частина Індійського океану: Маврикій
- Австралазія
  - Австралія
  - Нова Зеландія
- Тихий океан
  - Північно-центральна частина Тихого океану: Гавайські острови (США)

## Екологія
Росте на відкритих сухих луках, як бур'ян в орних полях, вздовж узбіч; на висотах від 1100—2600 метрів над рівнем моря, іноді спускається до 100 метрів.

## Значення
Цей вид став широко поширеним бур'яном в помірно теплих тропічних регіонах. Засмічує Сільськогосподарські угіддя і житло (тобто культури, пасовища, газони, сади, пішохідні доріжки, парки, узбіччя). Також він вторгається у відкриті лісові масиви, луки і водно-болотні угіддя. В той же час ця рослина є важливим джерелом їжі для деяких тварин, як, наприклад, какатоїс червонохвостий (Calyptorhynchus banksii), що перебуває під загрозою зникнення в західній частині штату Вікторія, Австралія.

## Використання
Листя Lepidium africanum можуть вживатися як овоч у вареному виді.
Листки використовуються також у традиційній медицині для лікування кашлю, бронхіту і болю в горлі.
Висушені недостиглі насіння додають в їжу для лікування виразкової хвороби шлунка.